# Destiny's Child: Live in Atlanta
Destiny's Child: Live in Atlanta è un album video-live del gruppo musicale R&B Destiny's Child, pubblicato nel 2006. 
Il video contiene un concerto del trio tenuto il 15 luglio 2005 ad Atlanta. 

## Tracce
1. Intro/Ouverture
2. Say My Name
3. Independent Women Part I
4. No, No, No Part 2
5. Bug a Boo
6. Bills, Bills, Bills
7. Bootylicious
8. Jumpin', Jumpin'
9. Soldier Dance Interlude
10. Soldier (feat. T.I. e Lil Wayne)
11. Dancer Break
12. Dilemma (solo Kelly Rowland)
13. Do You Know (solo Michelle Williams)
14. Beyoncé Intro
15. Baby Boy (solo Beyoncé)
16. Naughty Girl (solo Beyoncé)
17. Band Introduction
18. Cater 2 U
19. Cater 2 U Dance Sequence
20. Girl
21. Free
22. If
23. Through with Love (feat. The Choir)
24. Bad Habit
25. Dancer Ballet Break
26. Dangerously in Love (solo Beyoncé)
27. Crazy in Love (solo Beyoncé)
28. Salsa Dance Break
29. Survivor
30. Lose My Breath/Credits (Independent Women Part I)